# Pańska Wola
Pańska Wola [ˈpaɲska ˈvɔla] (deutsch Adlig Wolla, 1938 bis 1945 Freihausen) und Pańska Wola (osada) sind ein größeres und ein kleineres Dorf in der polnischen Woiwodschaft Ermland-Masuren. Beide gehören zur Landgemeinde Wydminy (Widminnen) im Powiat Giżycki (Kreis Lötzen).

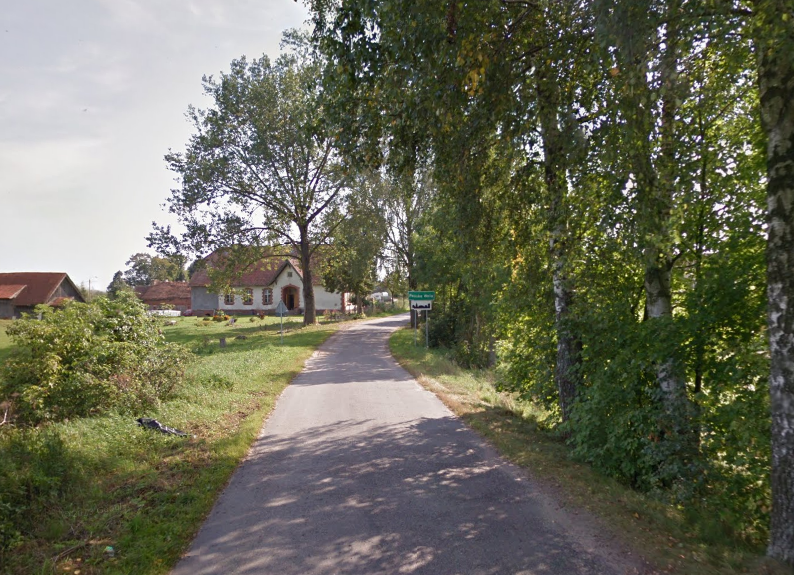
Ortseinfahrt zum Dorf Pańska Wola

## Geographische Lage
Das Dorf Pańska Wola liegt in der östlichen Mitte der Woiwodschaft Ermland-Masuren, 25 Kilometer südöstlich der Kreisstadt Giżycko (Lötzen). Eineinhalb Kilometer weiter südlich befindet sich der gleichnamige Weiler (polnisch osada).

## Geschichte
Das Dorf Pańska Wola, das vor 1785 Weißensee, um 1785 Wolla, nach 1785 Weißenfluß und erst nach 1818 mit Zusatzbezeichnung Adlig Wolla genannt wurde, kam 1874 zum neu errichteten Amtsbezirk Neuhoff (polnisch Zelki). Er bestand bis 1945 und gehörte zum Kreis Lötzen im Regierungsbezirk Gumbinnen (1905 bis 1945: Regierungsbezirk Allenstein) in der preußischen Provinz Ostpreußen. Im selben Zeitraum war Adlig Wolla dem Standesamt Widminnen (polnisch Wydminy) zugeordnet. Am 1. Dezember 1910 waren in Adlig Wolla 135 Einwohner gemeldet.
Aufgrund der Bestimmungen des Versailler Vertrags stimmte die Bevölkerung im Abstimmungsgebiet Allenstein, zu dem Adlig Wolla gehörte, am 11. Juli 1920 über die weitere staatliche Zugehörigkeit zu Ostpreußen (und damit zu Deutschland) oder den Anschluss an Polen ab. In Adlig Wolla stimmten 160 Einwohner für den Verbleib bei Ostpreußen, auf Polen entfiel keine Stimme.
Am 17. Oktober 1928 vergrößerte sich Adlig Wolla um das Vorwerk Franziskowen (polnisch Fraciszkowo), das aus dem Gutsbezirk Neuhoff in die Landgemeinde eingegliedert wurde. Die Einwohnerzahl stieg somit auch bis 1933 auf 464 und belief sich 1939 auf 413. Am 3. Juni (amtlich bestätigt am 16. Juli) des Jahres 1938 wurde Adlig Wolla aus politisch-ideologischen Gründen der Vermeidung fremdländisch klingender Ortsnamen in „Freihausen“ umbenannt.
Heute ist das Dorf Sitz eines Schulzenamtes (polnisch sołectwo), in das auch Pańska Wola (osada) und Franciszkowo (Franziskowen, 1938 bis 1945 Freihausen) einbezogen sind, sowie eine Ortschaft im Verbund der Landgemeinde Wydminy (Widminnen) im Powiat Giżycki (Kreis Lötzen), vor 1998 der Woiwodschaft Suwałki, seither der Woiwodschaft Ermland-Masuren zugehörig.
Südlich des Dorfes Pańska Wola, unmittelbar an der Trasse der Bahnstrecke Czerwonka–Ełk (Rothfließ–Lyck) liegt der Weiler Pańska Wola (osada). Über seine Besiedlung aus der Zeit vor 1945 liegen keine Belege vor. Er scheint also erst in polnischer Zeit entstanden zu sein, ist seitdem ein  Państwowe gospodarstwo rolne (PGR, deutsch Staatlicher landwirtschaftlicher Betrieb).

## Religionen
Vor 1945 war Adlig Wolla resp. Freihausen in die evangelische Kirche Neuhoff in der Kirchenprovinz Ostpreußen der Kirche der Altpreußischen Union und in die Katholische Pfarrkirche St. Bruno Lötzen im Bistum Ermland eingepfarrt.
Heute gehören Dorf und Weiler Pańska Wola zur evangelischen Kirchengemeinde Wydminy, einer Filialgemeinde der Pfarrei Giżycko in der Diözese Masuren der Evangelisch-Augsburgischen Kirche in Polen bzw. zur katholischen Pfarrkirche Zelki im Bistum Ełk (Lyck) der Römisch-katholischen Kirche in Polen.

## Verkehr
Pańska Wola ist von der Woiwodschaftsstraße DW 656 aus über Zelki (Neuhoff) zu erreichen. Von Pańska Wola führt ein Landweg nach Pańska Wola (osada) und weiter bis nach Ostrów (Werder) am Aryssee (polnisch Jezioro Orzysz).

## Persönlichkeiten
- Günther Brodowsky (1932–2017), deutscher Berufsoffizier, zuletzt Generalmajor der Nationalen Volksarmee der DDR